# Heinrich-Georg von Eppinghoven
Heinrich-Georg von Eppinghoven (Langenfeld, 22 juli 1892 - Toronto, 20 februari 1988) was een kleinzoon van Leopold I en zoon van Georg von Eppinghoven en zijn echtgenote Anna Brust.

## Levensloop
Hij trouwde op 27 oktober 1922 met Maria Anna Lintermann uit Keulen. In 1923 trokken ze naar Afrika, in de hoop daar fortuin te maken. Ze baatten een koffie- en cacaoplantage uit in Tanzania. In 1930 kregen ze een tweeling, twee zoontjes: Alarich en Jürgen. Jürgen stierf toen hij vier jaar was.
In de Tweede Wereldoorlog werd hun plantage onteigend door de Britten. In 1947 keerden ze terug naar Duitsland, maar alles wat ze hadden opgebouwd, was verloren. Uiteindelijk trokken ze naar Canada, waar ze zich blijvend vestigden. Hij overleed in 1988, 96 jaar oud en was het allerlaatste kleinkind van koning Leopold I. Zijn echtgenote, Anna Lintermann, overleed in 1982.
Hun zoon Alarich trouwde in Canada en ze hadden eveneens een tweeling, twee jongens: Armin en Ralph, die beiden voor nageslacht 'von Eppinghoven' hebben gezorgd.
Heinrich-Georg van Eppinghoven was in het bezit van een groot geschilderd portret van Leopold I. Terwijl hij in Tanzania was, bleef het portret in bewaring in Duitsland. Na de oorlog, alvorens naar Canada te vertrekken, verkocht hij het portret aan de Belgische Staat die het in de ambassade in Bonn ophing. Thans hangt het in de ambassade van België in Berlijn.

## Stamboom familie von Eppinghoven
|                                    |                                    |                                    |                                    |                                    |                                    |                           |                           |                                |                                |                                |                                |                                |                                |                        |                        |                        |                        |                        |                        | Leopold I van België   | Leopold I van België   | Leopold I van België   | Leopold I van België   | Leopold I van België   | Leopold I van België   |                       |                       | Arcadie Claret        | Arcadie Claret        | Arcadie Claret | Arcadie Claret | Arcadie Claret          | Arcadie Claret          |                         |                         |                         |                         |                        |                        |                              |                              |                              |                              |                              |                              |                   |                   |                   |                   |
|                                    |                                    |                                    |                                    |                                    |                                    |                           |                           |                                |                                |                                |                                |                                |                                |                        |                        |                        |                        |                        |                        | Leopold I van België   | Leopold I van België   | Leopold I van België   | Leopold I van België   | Leopold I van België   | Leopold I van België   |                       |                       | Arcadie Claret        | Arcadie Claret        | Arcadie Claret | Arcadie Claret | Arcadie Claret          | Arcadie Claret          |                         |                         |                         |                         |                        |                        |                              |                              |                              |                              |                              |                              |                   |                   |                   |                   |
|                                    |                                    |                                    |                                    |                                    |                                    |                           |                           |                                |                                |                                |                                |                                |                                |                        |                        |                        |                        |                        |                        |                        |                        |                        |                        |                        |                        |                       |                       |                       |                       |                |                |                         |                         |                         |                         |                         |                         |                        |                        |                              |                              |                              |                              |                              |                              |                   |                   |                   |                   |
|                                    |                                    |                                    |                                    |                                    |                                    |                           |                           |                                |                                |                                |                                |                                |                                |                        |                        |                        |                        |                        |                        |                        |                        |                        |                        |                        |                        |                       |                       |                       |                       |                |                |                         |                         |                         |                         |                         |                         |                        |                        |                              |                              |                              |                              |                              |                              |                   |                   |                   |                   |
|                                    |                                    |                                    |                                    |                                    |                                    |                           |                           |                                |                                |                                |                                | Georg von Eppinghoven          | Georg von Eppinghoven          | Georg von Eppinghoven  | Georg von Eppinghoven  | Georg von Eppinghoven  | Georg von Eppinghoven  |                        |                        | Anna Brust             | Anna Brust             | Anna Brust             | Anna Brust             | Anna Brust             | Anna Brust             |                       |                       |                       |                       |                |                |                         |                         |                         |                         | Arthur von Eppinghoven  | Arthur von Eppinghoven  | Arthur von Eppinghoven | Arthur von Eppinghoven | Arthur von Eppinghoven       | Arthur von Eppinghoven       |                              |                              | Anna Lydia Harris            | Anna Lydia Harris            | Anna Lydia Harris | Anna Lydia Harris | Anna Lydia Harris | Anna Lydia Harris |
|                                    |                                    |                                    |                                    |                                    |                                    |                           |                           |                                |                                |                                |                                | Georg von Eppinghoven          | Georg von Eppinghoven          | Georg von Eppinghoven  | Georg von Eppinghoven  | Georg von Eppinghoven  | Georg von Eppinghoven  |                        |                        | Anna Brust             | Anna Brust             | Anna Brust             | Anna Brust             | Anna Brust             | Anna Brust             |                       |                       |                       |                       |                |                |                         |                         |                         |                         | Arthur von Eppinghoven  | Arthur von Eppinghoven  | Arthur von Eppinghoven | Arthur von Eppinghoven | Arthur von Eppinghoven       | Arthur von Eppinghoven       |                              |                              | Anna Lydia Harris            | Anna Lydia Harris            | Anna Lydia Harris | Anna Lydia Harris | Anna Lydia Harris | Anna Lydia Harris |
|                                    |                                    |                                    |                                    |                                    |                                    |                           |                           |                                |                                |                                |                                |                                |                                |                        |                        |                        |                        |                        |                        |                        |                        |                        |                        |                        |                        |                       |                       |                       |                       |                |                |                         |                         |                         |                         |                         |                         |                        |                        |                              |                              |                              |                              |                              |                              |                   |                   |                   |                   |
|                                    |                                    |                                    |                                    |                                    |                                    |                           |                           |                                |                                |                                |                                |                                |                                |                        |                        |                        |                        |                        |                        |                        |                        |                        |                        |                        |                        |                       |                       |                       |                       |                |                |                         |                         |                         |                         |                         |                         |                        |                        |                              |                              |                              |                              |                              |                              |                   |                   |                   |                   |
| Henriette-Marianna von Eppinghoven | Henriette-Marianna von Eppinghoven | Henriette-Marianna von Eppinghoven | Henriette-Marianna von Eppinghoven | Henriette-Marianna von Eppinghoven | Henriette-Marianna von Eppinghoven |                           |                           | Heinrich-Georg von Eppinghoven | Heinrich-Georg von Eppinghoven | Heinrich-Georg von Eppinghoven | Heinrich-Georg von Eppinghoven | Heinrich-Georg von Eppinghoven | Heinrich-Georg von Eppinghoven |                        |                        | Anna Lintermann        | Anna Lintermann        | Anna Lintermann        | Anna Lintermann        | Anna Lintermann        | Anna Lintermann        |                        |                        | Claude Eric Tebbitt    | Claude Eric Tebbitt    | Claude Eric Tebbitt   | Claude Eric Tebbitt   | Claude Eric Tebbitt   | Claude Eric Tebbitt   |                |                | Arcadie von Eppinghoven | Arcadie von Eppinghoven | Arcadie von Eppinghoven | Arcadie von Eppinghoven | Arcadie von Eppinghoven | Arcadie von Eppinghoven |                        |                        | Louise-Marie von Eppinghoven | Louise-Marie von Eppinghoven | Louise-Marie von Eppinghoven | Louise-Marie von Eppinghoven | Louise-Marie von Eppinghoven | Louise-Marie von Eppinghoven |                   |                   |                   |                   |
| Henriette-Marianna von Eppinghoven | Henriette-Marianna von Eppinghoven | Henriette-Marianna von Eppinghoven | Henriette-Marianna von Eppinghoven | Henriette-Marianna von Eppinghoven | Henriette-Marianna von Eppinghoven |                           |                           | Heinrich-Georg von Eppinghoven | Heinrich-Georg von Eppinghoven | Heinrich-Georg von Eppinghoven | Heinrich-Georg von Eppinghoven | Heinrich-Georg von Eppinghoven | Heinrich-Georg von Eppinghoven |                        |                        | Anna Lintermann        | Anna Lintermann        | Anna Lintermann        | Anna Lintermann        | Anna Lintermann        | Anna Lintermann        |                        |                        | Claude Eric Tebbitt    | Claude Eric Tebbitt    | Claude Eric Tebbitt   | Claude Eric Tebbitt   | Claude Eric Tebbitt   | Claude Eric Tebbitt   |                |                | Arcadie von Eppinghoven | Arcadie von Eppinghoven | Arcadie von Eppinghoven | Arcadie von Eppinghoven | Arcadie von Eppinghoven | Arcadie von Eppinghoven |                        |                        | Louise-Marie von Eppinghoven | Louise-Marie von Eppinghoven | Louise-Marie von Eppinghoven | Louise-Marie von Eppinghoven | Louise-Marie von Eppinghoven | Louise-Marie von Eppinghoven |                   |                   |                   |                   |
|                                    |                                    |                                    |                                    |                                    |                                    |                           |                           |                                |                                |                                |                                |                                |                                |                        |                        |                        |                        |                        |                        |                        |                        |                        |                        |                        |                        |                       |                       |                       |                       |                |                |                         |                         |                         |                         |                         |                         |                        |                        |                              |                              |                              |                              |                              |                              |                   |                   |                   |                   |
|                                    |                                    |                                    |                                    |                                    |                                    |                           |                           |                                |                                |                                |                                |                                |                                |                        |                        |                        |                        |                        |                        |                        |                        |                        |                        |                        |                        |                       |                       |                       |                       |                |                |                         |                         |                         |                         |                         |                         |                        |                        |                              |                              |                              |                              |                              |                              |                   |                   |                   |                   |
|                                    |                                    |                                    |                                    | Alarich von Eppinghoven            | Alarich von Eppinghoven            | Alarich von Eppinghoven   | Alarich von Eppinghoven   | Alarich von Eppinghoven        | Alarich von Eppinghoven        |                                |                                | Anna Margarete Ziggert         | Anna Margarete Ziggert         | Anna Margarete Ziggert | Anna Margarete Ziggert | Anna Margarete Ziggert | Anna Margarete Ziggert |                        |                        | Jürgen von Eppinghoven | Jürgen von Eppinghoven | Jürgen von Eppinghoven | Jürgen von Eppinghoven | Jürgen von Eppinghoven | Jürgen von Eppinghoven |                       |                       |                       |                       |                |                |                         |                         |                         |                         |                         |                         |                        |                        |                              |                              |                              |                              |                              |                              |                   |                   |                   |                   |
|                                    |                                    |                                    |                                    | Alarich von Eppinghoven            | Alarich von Eppinghoven            | Alarich von Eppinghoven   | Alarich von Eppinghoven   | Alarich von Eppinghoven        | Alarich von Eppinghoven        |                                |                                | Anna Margarete Ziggert         | Anna Margarete Ziggert         | Anna Margarete Ziggert | Anna Margarete Ziggert | Anna Margarete Ziggert | Anna Margarete Ziggert |                        |                        | Jürgen von Eppinghoven | Jürgen von Eppinghoven | Jürgen von Eppinghoven | Jürgen von Eppinghoven | Jürgen von Eppinghoven | Jürgen von Eppinghoven |                       |                       |                       |                       |                |                |                         |                         |                         |                         |                         |                         |                        |                        |                              |                              |                              |                              |                              |                              |                   |                   |                   |                   |
|                                    |                                    |                                    |                                    |                                    |                                    |                           |                           |                                |                                |                                |                                |                                |                                |                        |                        |                        |                        |                        |                        |                        |                        |                        |                        |                        |                        |                       |                       |                       |                       |                |                |                         |                         |                         |                         |                         |                         |                        |                        |                              |                              |                              |                              |                              |                              |                   |                   |                   |                   |
|                                    |                                    |                                    |                                    |                                    |                                    |                           |                           |                                |                                |                                |                                |                                |                                |                        |                        |                        |                        |                        |                        |                        |                        |                        |                        |                        |                        |                       |                       |                       |                       |                |                |                         |                         |                         |                         |                         |                         |                        |                        |                              |                              |                              |                              |                              |                              |                   |                   |                   |                   |
| Armin von Eppinghoven              | Armin von Eppinghoven              | Armin von Eppinghoven              | Armin von Eppinghoven              | Armin von Eppinghoven              | Armin von Eppinghoven              |                           |                           | Peri Olga Schleining           | Peri Olga Schleining           | Peri Olga Schleining           | Peri Olga Schleining           | Peri Olga Schleining           | Peri Olga Schleining           |                        |                        | Ralph von Eppinghoven  | Ralph von Eppinghoven  | Ralph von Eppinghoven  | Ralph von Eppinghoven  | Ralph von Eppinghoven  | Ralph von Eppinghoven  |                        |                        | Elizabeth Fricker      | Elizabeth Fricker      | Elizabeth Fricker     | Elizabeth Fricker     | Elizabeth Fricker     | Elizabeth Fricker     |                |                |                         |                         |                         |                         |                         |                         |                        |                        |                              |                              |                              |                              |                              |                              |                   |                   |                   |                   |
| Armin von Eppinghoven              | Armin von Eppinghoven              | Armin von Eppinghoven              | Armin von Eppinghoven              | Armin von Eppinghoven              | Armin von Eppinghoven              |                           |                           | Peri Olga Schleining           | Peri Olga Schleining           | Peri Olga Schleining           | Peri Olga Schleining           | Peri Olga Schleining           | Peri Olga Schleining           |                        |                        | Ralph von Eppinghoven  | Ralph von Eppinghoven  | Ralph von Eppinghoven  | Ralph von Eppinghoven  | Ralph von Eppinghoven  | Ralph von Eppinghoven  |                        |                        | Elizabeth Fricker      | Elizabeth Fricker      | Elizabeth Fricker     | Elizabeth Fricker     | Elizabeth Fricker     | Elizabeth Fricker     |                |                |                         |                         |                         |                         |                         |                         |                        |                        |                              |                              |                              |                              |                              |                              |                   |                   |                   |                   |
|                                    |                                    |                                    |                                    |                                    |                                    |                           |                           |                                |                                |                                |                                |                                |                                |                        |                        |                        |                        |                        |                        |                        |                        |                        |                        |                        |                        |                       |                       |                       |                       |                |                |                         |                         |                         |                         |                         |                         |                        |                        |                              |                              |                              |                              |                              |                              |                   |                   |                   |                   |
|                                    |                                    |                                    |                                    |                                    |                                    |                           |                           |                                |                                |                                |                                |                                |                                |                        |                        |                        |                        |                        |                        |                        |                        |                        |                        |                        |                        |                       |                       |                       |                       |                |                |                         |                         |                         |                         |                         |                         |                        |                        |                              |                              |                              |                              |                              |                              |                   |                   |                   |                   |
|                                    |                                    |                                    |                                    | Alexander von Eppinghoven          | Alexander von Eppinghoven          | Alexander von Eppinghoven | Alexander von Eppinghoven | Alexander von Eppinghoven      | Alexander von Eppinghoven      |                                |                                |                                |                                |                        |                        | Konrad von Eppinghoven | Konrad von Eppinghoven | Konrad von Eppinghoven | Konrad von Eppinghoven | Konrad von Eppinghoven | Konrad von Eppinghoven |                        |                        | Derek von Eppinghoven  | Derek von Eppinghoven  | Derek von Eppinghoven | Derek von Eppinghoven | Derek von Eppinghoven | Derek von Eppinghoven |                |                |                         |                         |                         |                         |                         |                         |                        |                        |                              |                              |                              |                              |                              |                              |                   |                   |                   |                   |